# Landkreis Horodenka
Powiat Horodenka (niem. Landkreis Horodenka, Kreishauptmannschaft Horodenka, pol. powiat horodeński) – jednostka podziału administracyjnego Generalnego Gubernatorstwa w latach 1941–1942, wchodząca w skład dystryktu galicyjskiego. Siedziba dystryktu znajdowała się w Horodence.
Tereny obwodu stanisławowskiego zostały zajęte przez wojska niemieckie w czerwcu 1941. Galicja Wschodnia weszła 1 sierpnia 1941 w skład Generalnego Gubernatorstwa pod nazwą Dystrykt Galicja na mocy dekretu Adolfa Hitlera z 1 sierpnia 1941. Niemieckie władze wojskowe sprawowały władzę do 5 sierpnia 1941, kiedy to utworzono Landkreis Sambor z ukraińskich rejonów horodeńskiego i tłumackiego.
1 kwietnia 1942 Landkreis Horodenka zniesiono, włączając jego obszar do Landkreis Kolomea.